# Black Rainbows
Black Rainbows é o quarto álbum de estúdio do cantor Brett Anderson, vocalista da banda de rock Suede. Foi lançado em setembro de 2011. O disco retoma o formato de "banda de rock" abandonado nos projetos anteriores e foi definido pelo próprio músico como "inquieto, barulhento e dinâmico".

## Faixas
1. "Unsung"
2. "Brittle Heart"
3. "Crash About to Happen"
4. "I Count the Times"
5. "The Exiles"
6. "This Must Be Where It Ends"
7. "Actors"
8. "In the House of Numbers"
9. "Thin Men Dancing"
10. "Possession"